# نشان طیب

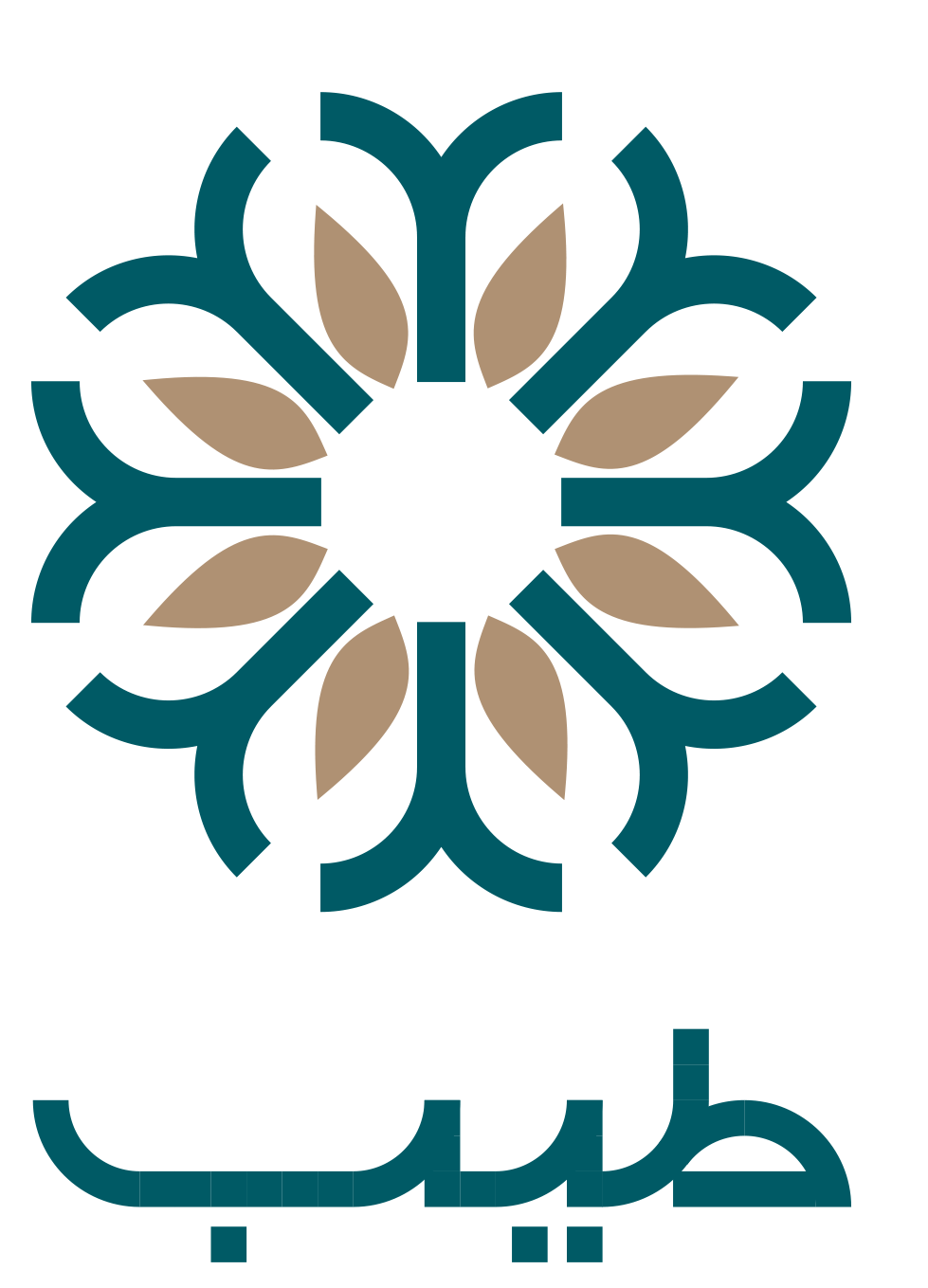
لوگوی نشان طیب

کشورهای اسلامی و در رأس آن‌ها کشور مالزی از برخی آیات قرآن، از جمله آیات 172 سورة بقره و آیات 3 و 90 سورة مائده الهام گرفته و موضوع حلیت و حرمت مواد غذایی را نهادینه‌سازی کرده و موضوع «حلال» را که مسئله فقهی است در عرصة تجاری و اقتصادی به عنوان یک نشان وارد کرده‌اند. چنانچه علاوه بر حلیت، توجه و تأکید بر کیفیت مطلوب و بالای محصول نیز قرار گیرد منجر به ایجاد نشانی به نام «طیب» خواهد شد. این نام که برگرفته از قرآن کریم است، نسبت به نشان حلال خاص‌تر است. مؤلفه‌ها و شاخص‌های نشان طیب برگرفته از مفاهیم مختلف طیب در دیدگاه اسلامی و نیز مبتنی بر انطباق با سایر استانداردهای ارگانیک، حلال و فراسودمند در زنجیرة تولید تا مصرف بر اساس پنج اصل تعریف شده است که این اصول عبارت از حلیت، سلامت، اصالت، جذابیت (آراستگی) و برکت هستند. با در نظر گرفتن این پنج اصل، برند طیب فراتر و بالاتر از برند حلال قرار خواهد گرفت. نشان طیب تا کنون در سطح ملی و اتحادیه اروپا به ثبت رسیده است.

## ارکان نشان طیب

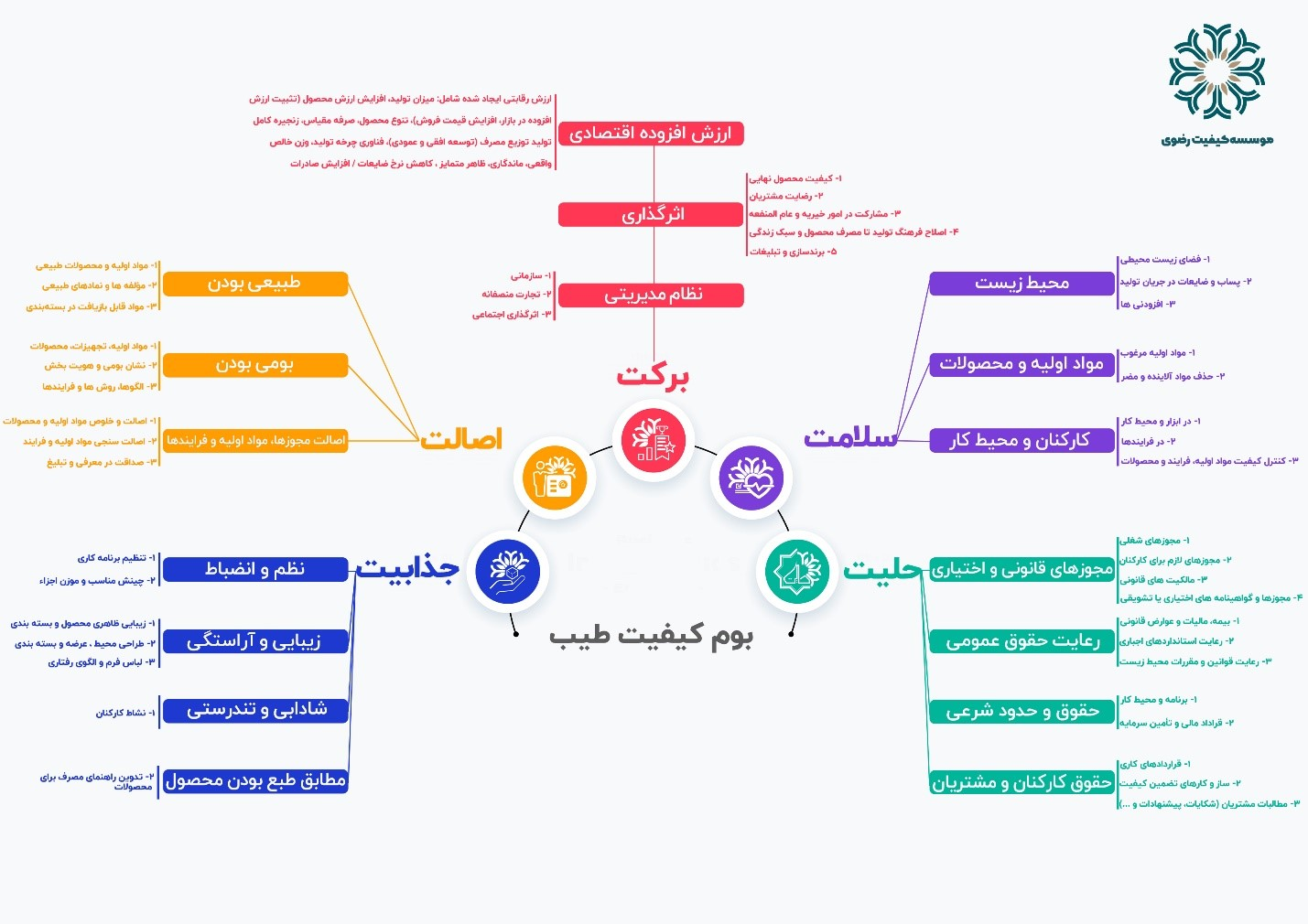
بوم کیفیت طیب

بر اساس متون اسلامی، اصل حلیت به معنای رعایت کامل چارچوب‌های شرعی و قانونی در محیط کار، در تعامل با کارکنان و شرکاء، در تعامل با حقوق عمومی و زیست محیطی و در تعامل با ذات اقدس الهی است. اصل جذابیت و آراستگی در نتیجة پیاده‌سازی متوازن عناصر زیبایی‌های طبیعی و معنوی مانند نظم، طراوت و شادابی و حسن خلق در محیط کاری تحقق می‌یابد. اصل اصالت بر مبنای هماهنگی با فطرت و طبیعت و ناب بودن تعریف می‌گردد. اصل برکت نیز با توجه به ایجاد آثار حیات‌بخش و ارزش افزوده، افزایش بهره‌وری و تقویت جلوة توحیدی زندگی مشخص می‌شود.
این نشان توسط موسسه کیفیت رضوی اعطا می‌شود. ایده اصلی مؤسسه کیفیت رضوی طراحی، استقرار و تجاری‌سازی نشان طیب است؛ فرایند طراحی نشان طیب از سال 1394 به صورت رسمی در مؤسسه پژوهشی علوم و صنایع غذایی آغاز شد؛ در ادامه این فرایند طرح ایجاد مؤسسه کیفیت رضوی با مأموریت "توسعه نشان طیب به حوزه‌های مختلف زندگی و تجاری‌سازی آن در سطح ملی و بین‌المللی" به آستان قدس رضوی ارائه شد؛ که با راهبری قائم مقام محترم و موافقت تولیت معزز وقت آستان قدس رضوی در اردیبهشت 1397 رسما فعالیت خود را آغاز کرد. هدف راهبردی مؤسسه کیفیت رضوی در چارچوب ایده مزبور، استانداردسازی سبک زندگی اسلامی و الگوسازی از حیات طیبه می‌باشد. علاوه بر نشان طیب، تندیس طیب نیز با الهام از مفهوم شجره طیبه در آیه 24 سوره ابراهیم طراحی شده و ثبت ملی شده است که به واحدهای صنفی، سازمان‌ها و تولیدکنندگانی که امتیاز لازم را کسب نمایند اعطا می‌گردد.

## فرایند ارزیابی و اعطای نشان طیب

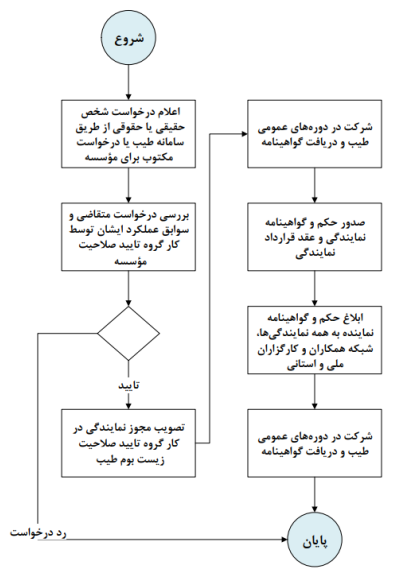
فرایند فعال شدن نمایندگی‌ها در سطح استان‌ها

فرایند ارزیابی در الگوی طیب از طریق سه درگاه ۱- تولید کننده محصول یا ارائه کننده خدمت (با ضریب وزنی 20درصد) ۲- مصرف‌کننده نهایی (با ضریب وزنی 20 درصد) و ۳- ارزیابان تخصصی (با ضریب وزنی 60 درصد) و بر اساس ارکان طیب صورت می‌گیرد و در سامانه‌های رتبه‌بندی قابل مشاهده برای مخاطبان است. با توجه به رویکرد زیست‌بومی و ضرورت استقرار آن به صورت منطقه‌ای، مؤسسه وظایف خود در زمینه شناسایی، ارزیابی، انتخاب و نظارت بر عملکرد شبکه همکاران و کارگزاران استانی را برای عهده نمایندگان استانی گذاشته است. شرکت‌ها، مؤسسات یا افراد حقیقی که بر اساس قرارداد همکاری بخشی از وظایف تعریف شده توسط مؤسسه برای توسعه و راهبری زیست‌بوم طیب را انجام می‌دهند و به صورت مستقیم یا غیرمستقیم ارتباط مالی با موسسه دارند؛ به عنوان کارگزاران علامت شناخته می‌شوند. محورهای اصلی فعالیت کارگزاران شامل توسعه بازار، ارزیابی، توسعه ذائقه مورد نظر، جریان‌سازی علمی و آموزش می‌باشد که هر کدام از شرکت‌ها، مؤسسات یا افراد حقیقی متناسب با ظرفیت و تمایل خود می‌توانند در یک یا تعدادی از این محورها کارگزار شوند.
شرکت‌ها، مؤسسات یا افراد حقیقی که بر اساس تفاهمنامه یا قرارداد همکاری به توسعه و تقویت زیست‌بوم کمک می‌کنند به عنوان شبکه همکاران شناخته می‌شوند. محورهای اصلی فعالیت شبکه همکاران شامل توسعه زیرساخت‌ها، بهبود و توانمندسازی، توسعه ذائقه، جریان‌سازی علمی و آموزش می‌باشد که هر کدام از شرکتها، مؤسسات یا افراد حقیقی متناسب با ظرفیت و تمایل خود می‌توانند در یک یا تعدادی از این محورها عضو شبکه همکاران شوند. اقتصاد طیب به صورت شبکه‌ای و مبتنی بر زیرساخت‌های فناوری اطلاعات طراحی شده است، در زیر ساخت ارائه خدمات طیب تلاش شده است تا سهم همه اعضای شبکه همکاران و کارگزاران مؤثر در جریان درآمدی به صورت همزمان (آنلاین) محاسبه و پرداخت گردد. تولیدکنندگان محصولات، ارائه کنندگان خدمات، صاحبان اصناف و سازمان‌ها و نهادهای دولتی و خصوصی که محصولات و خدمات موسسه کیفیت رضوی و زیست‌بوم طیب را بر اساس قرارداد مشخص مالی دریافت می‌کنند شبکه مشتریان هستند. قراردادهای فیمابین موسسه و شبکه مشتریان به صورت فیزیکی و یا از طریق سامانه منعقد می‌گردد. همیاران کیفیت از بین گروه‌های مردمی معتمد و دارای تخصص لازم در زمینه نظارت بر کیفیت خدمات و محصولات انتخاب می‌شوند. هدف اصلی ایجاد شبکه همیاران کیفیت، توسعه فرهنگ نظارت عمومی در راستای ارتقای کیفیت محصولات و خدمات صنفی و اجتماعی می‌باشد. ارزیابان کسانی هستند که دارای تخصص لازم در زمینه ارزیابی و نظارت بر کیفیت محصولات، خدمات و سازمان‌ها هستند و به صورت مستقیم یا از طریق شبکه کارگزاران با موسسه مرتبط می‌شوند و پس از احزار صلاحیت در زیست‌بوم فعالیت می‌نمایند.
برای رتبه‌بندی محصولات، واحدهای صنفی و یا سازمان‌ها می‌بایست تولیدکنندگان یا صاحبان واحدها در سامانه رتبه‌بندی محصولات یا واحدهای صنفی ثبت نام نمایند تا پس از بررسی مدارک عضویت آنها در سامانه مورد تایید قرار گیرد. تولیدکنندگان محصولات، واحدهای صنفی و سازمان‌ها از سه طریق می‌توانند وارد فرایند دریافت نشان طیب شوند: 1- ابتدا در فرایند رتبه‌بندی قرار گیرند و بعد از ارتقای کیفیت و احراز شرایط مورد نظر در فرایند دریافت علامت قرار گیرند 2- به واسطه شناختی که از وضعیت خود به لحاظ کیفیت دارند از ابتدا درخواست علامت بدهند که البته در این روش نیز حضور در سامانه رتبه‌بندی پیشنیاز دریافت علامت تأییدی است 3- در جشنواره محصولات و کسب وکارهای طیب یا جایزه تعالی سازمانی طیب شرکت نمایند. در این روش نیز حضور در سامانه رتبه‌بندی پیش‌نیاز دریافت نشان طیب است. برای این منظور متقاضیان میتوانند به صورت مستقیم یا از طریق شبکه کارگزاران درخواست خود را برای موسسه ارسال نمایند. (ر. ک. شکل 10)
1. ↑  رضوی زاده، بی بی مرضیه؛ جهانی، مسلم؛ زمانی خادمانلو، حسین (پاییز ۱۴۰۰). «تعیین راهبردهای مؤثر در طراحی و تجاری‌سازی نشان غذایی طیب». مجلة پژوهشنامة حلال. دوره ۴ (شماره ۳): ۲.
2. ↑  نویسنده ناشناس (۸ آبان ۱۴۰۱). «پرونده علائم تجاری - طيب TAYYEB».[پیوند مرده]
3. ↑  Unknown (5 June 2010). "European Union Intellectual Property Office, EUTM file information, Tayyeb" (به انگلیسی).
4. ↑  نیازمند، راضیه؛ شاکری، منیر السادات؛ نورعلی، سهیلا؛ جوکار، مجتبی (۱۴۰۰). «طراحی مدل ارزیابی و رتبه بندی سردخانه‌ها و واحد‌های فراوری خرما بر اساس اصول طیب و الگوی AHP». مجلة پژوهشنامة حلال. دوره ۴ (شماره ۳): ۷۸.
5. ↑  موسسه کیفیت رضوی (۱۴۰۱). کتاب راهنمای زیست بوم طیب. ج. ۱. مشهد. ص. ۳.
6. ↑  نویسنده ناشناس (۲۲ تیر ۱۴۰۲). «پرونده طرح صنعتی - تنديس».[پیوند مرده]
7. ↑  موسسه کیفیت رضوی (۱۴۰۱). کتاب راهنمای زیست بوم طیب. ج. ۱. مشهد. ص. ۲۵.
8. ↑  موسسه کیفیت رضوی (۱۴۰۱). کتاب راهنمای زیست بوم طیب. ج. ۱. مشهد. ص. ۲۷.
9. ↑  موسسه کیفیت رضوی (۱۴۰۱). کتاب راهنمای زیست بوم طیب. ج. ۱. مشهد. ص. ۲۹.
10. ↑  موسسه کیفیت رضوی (۱۴۰۱). کتاب راهنمای زیست بوم طیب. ج. ۱. مشهد. ص. ۳۱.
11. ↑  موسسه کیفیت رضوی (۱۴۰۱). کتاب راهنمای زیست بوم طیب. ج. ۱. مشهد. ص. ۳۲.